# Ptolemeu (filòsof peripatètic)
Ptolemeu (en llatí Ptolemaeus, en grec Πτολεμαίος) fou un sofista i filòsof peripatètic d'origen grec, del començament del segle iii.
Dionís Cassi Longí diu que l'havia vist en la seva joventut. També diu que Ptolemeu no va deixar escrits, excepte alguns poemes i discursos. Fabricius l'inclou a la Bibliotheca Graeca.